# Suzanne Thienpont
Suzanne Thienpont (Sint-Maria-Horebeke, 22 april 1905 - Ronse, 2003) was een Belgische kunstschilder. Zij is vooral gekend voor haar abstracte werken waarin zand is verwerkt en behoort tot de belangrijkste Belgische vrouwelijke vertegenwoordigers van de moderne kunst in België.

## Opleiding
Suzanne Thienpont werd geboren te Sint-Maria-Horebeke in 1905.  Zij kreeg haar opleiding aan de Koninklijke Academie voor Schone Kunsten in Brussel als leerlinge van Constant Montald en aan het Nationaal Hoger Instituut voor Architectuur en Toegepaste Kunsten van Ter Kameren als leerlinge van Gustave Van de Woestyne.

## Loopbaan
Na haar studies ging zij werken als ontwerpster van kartons voor de artistieke tapijtweverij van Elisabeth de Saedeleer , dochter van Valerius de Saedeleer, in Etikhove, Vele andere bekende Belgische kunstenaars maakten ontwerpen voor kartons voor deze onderneming.
Later werd ze lerares "Tekenen" aan het Atheneum van Oudenaarde en het Atheneum van Ronse. Zij ging in Oudenaarde wonen.
In de jaren dertig schilderde ze vooral portretten en stillevens, nauwkeurig getekend en met lichte kleuren. Ze wordt daarom de laatste kunstschilder van de Etikhoofse School, met Valerius de Saedeleer als bekendste schilder, genoemd.
In de jaren veertig werd de stijl schetsmatiger en evolueerden de portretten en stillevens (vooral  bloemen) naar abstracte composities.
Eind jaren 40 verwerkte ze elementen van  Picasso en Braque in haar schilderijen, net als haar Oudenaardse stadsgenoot Jules Boulez. Haar werk was verwant met die van de zogenaamde "Jonge Belgische Schilderkunst" en met de groep Cobra.
Enkele jaren later begon ze zand en korrels in haar werken te mengen om haar composities vorm en gestalte te geven. Deze vermenging van kleur en zand nam steeds abstracte vormen aan, soms zuiver abstracte coloriet, soms neigend naar het figuratieve.
In de jaren 1980 verminderde haar tachische stijl en werd vervangen door ellipsvormige banen in de ruimte, die elkaar kruisten of verbonden om zo een eenheid te vormen.
Suzanne Thienpont overleed in Ronse in 2003. Ze bleef haar ganse leven ongehuwd.

## Tentoonstellingen
Suzanne Thienpont nam van bij de aanvang van haar carrière tot aan het einde van haar leven deel aan talrijke tentoonstellingen.
Hieronder een beperkte selectie:
Galerie Giroux te Brussel
Galerie de Paris 1930
Galerie Apollo Brussel
Galerie Vyncke Van Eyck, Gent
Galerie Elmar, Gent (1958)
Paleis voor Schone Kunsten Brussel (1963);
Galerie Veranneman, Kortrijk
Galerij Nova, Mechelen (1967)
Museum van Deinze en de Leiestreek (dubbele retrospectieven) (1994)
Gallery Group 2, "Sand Painting"  Brussel (1994) https://www.group2gallery.com/exhibitions1.html
Gemeentekrediet,  Passage 44, Brussel (1996):  "Abstracte schilderkunst in België 1920-1970"  https://art-info.be/antoine-paul/biographie/biographie-antoine-paul.pdf

## Musea
Werken van haar zijn in het bezit van de Belgische Staat en van diverse verzamelaars.
- Koninklijk Museum voor Schone Kunsten van België https://fine-arts-museum.be/nl/de-collectie?artist=thienpont-suzanne-1
- Verbeke Foundation, Kemzeke  https://verbekefoundation.com/collages-assemblages/
- Louvain-la-Neuve, Musée. Fondation pour l’Art belge contemporain https://art-info.be/baugniet-marcel-louis/biographie/biographie-baugniet-marcel-louis.pdf
- Vredegerecht Bree https://publicaties.vlaanderen.be/view-file/3474